# Medigidiella minotaurus
Medigidiella minotaurus is een vlokreeftensoort uit de familie van de Bogidiellidae. De wetenschappelijke naam van de soort is voor het eerst geldig gepubliceerd in 1976 door Ruffo.